# Almadén de la Plata
Almadén de la Plata – gmina w Hiszpanii, w prowincji Sewilla, w Andaluzji, o powierzchni 255,78 km². W 2011 roku gmina liczyła 1553 mieszkańców. Kościół Santa María de Gracia, pozostałości zamku Mudéjar i Wieża Zegarowa znajdują się na Plaza de la Constitución i Zegar i stanowią obszar o szczególnym znaczeniu w Almadén de la Plata.